# Perugorría
Perugorría es una localidad de la provincia de Corrientes, Argentina. Está ubicada al sur de la provincia, en la quinta sección del departamento Curuzú Cuatiá, a la vera de la ruta provincial RP 24, y a 234 kilómetros de la capital provincial.

## Su nombre
El nombre de esta localidad recuerda a Genaro Perugorría, militar y político correntino, aliado y luego opositor de José Artigas, vencido y fusilado por orden de éste en 1815.
La carta orgánica municipal establece:

Artículo 1º).- Nombre. La Ciudad adopta definitivamente el nombre de Perugorría y/o Genaro Perugorría, 
denominación que deberá ser utilizada en todos los documentos, actos y monumentos oficiales (...)

## Cuestiones limítrofes
Los límites del municipio se mantienen inalterables desde el año 1941, por ley provincial 946, ratificado por Decreto Ley N.º 177 de fecha 12 de noviembre de 2001, siendo los Arroyos María al Sur la frontera local, sin perjuicio de intentos de modificarlos dada la irregularidad de su conformación y la distancia de más de 80 km del municipio cabecera del Departamento Curuzú Cuatiá.

## Actividades económicas
Hasta mediados del siglo XX era importante la actividad forestal extractiva; la paulatina deforestación hizo avanzar la actividad agropecuaria, de modo que a principios del siglo XXI predominaba la ganadería extensiva de vacunos. También en esa época se expandió a la zona el cultivo de arroz.

## Educación
La localidad cuenta con dos escuelas primarias, una escuela secundaria que posee una extensión rural y un secundario nocturno abreviado para alumnos adultos.
Además, cuenta con un instituto terciario dependiente del ISFD de la localidad de Mercedes.

## Población
Cuenta con 3 043 habitantes (Indec, 2010), lo que representa un incremento del 17,4 % frente a los 2 591 habitantes (Indec, 2001) del censo anterior.
| Gráfica de evolución demográfica de Perugorría entre 1991 y 2010 |
|                                                                  |
| Fuente: Censos nacionales del INDEC                              |

## Deportes
Se reconoce la presencia de clubes: Social, Santa Rita y Deportivo Normal; este último se dedica a la práctica del básquet masculino y femenino en torneos provinciales e internacionales, con jugadoras en seleccionados provinciales.
El Club Deportivo Normal fue el primer equipo masculino de la localidad en llegar a los juegos provinciales "Evita". En el 2018 llegaron en la categoría 5x5 en U15, en el 2019 fueron las categorías 5x5 U15 y 3x3 U17. Teniendo en esos dos años el cuarto puesto.
Cuenta con una cancha de pádel, cancha de fútbol 11, una cancha de fútbol 5 y otra de fútbol 5 con césped sintético.

## Turismo
Cuenta con un camping sobre el arroyo María Grande.

## Parroquias de la Iglesia católica en Perugorría
| Diócesis        | Goya      |
| --------------- | --------- |
| Cuasiparroquias | San Pedro |